# Bahram II
Bahram II fou rei sassànida de Pèrsia que va regnar del 274 al 291 succeint al seu pare Bahram I.
El gran sacerdot Karder fou el seu mentor; Karder va rebre el títol de "Savi de l'ànima de Bahram", fou elevat a noble (wuzurg), nomenat guardià del santuari d'Adur Anahid a Estakr i jutge suprem de l'Imperi. El 276 o 277 va supliciar a Mani fundador del maniqueisme.
L'emperador Marc Aureli Car va envair la Mesopotàmia i segons Flavi Vopisc els perses estaven llavors en guerra civil,; Claudi Mamertí diu que s'havia revoltat el seu germà Ormazd que tenia el suport dels saces, dels gel·lis i dels ruffis (potser els kushana, si bé la forma llatina era cuseni). Herfeld identifica a aquest Ormazd amb el rei kushana esmentat a les monedes com Ohromoz Kushan Shahan Shah, però això és força dubtós. La revolta d'Ormazd tenia per centre Sakastan i va durar uns quants anys però fou finalment dominada i Bahram II va imposar la seva sobirania als saces segons Agàcies; un fill de Bahram, de nom Bahram, fou fet rei dels saces amb el títol de Sakan Shah (els gecs l'anomenen Sagestanon basileus), Aprofitant aquestes lluites a l'orient els romans van arribar fins a Ctesifont que van ocupar fàcilment però es van retirar per la mort en misterioses circumstàncies de l'emperador Car (283) dirigits pels seus fills Carí i Numerià. Bahram va signar poc després un tractat de pau amb Dioclecià que havia estat proclamat emperador, en part pressionat per la necessitat de fer font a la revolta del seu germà que era governador (kushansha) de Khurasan.
Sota consell de Karder va continuar la persecució de maniqueus i cristians. L'art va arribar a un alt nivell de desenvolupament. Alguna moneda mostra a la reina Sapurduxtak, fill de Shapur Misan (cosí de Bahram II). Alguns relleus mostren al rei, la reina, l'hereu Bahram Sakan Shah, Karder, el príncep Narses i a Papak, sàtrapa de Geòrgia i altres dignataris
Va morir a finals del 291 i el va succeir el seu fill gran Bahram III (Bahram Sakan Shah)